# بادخورک دم‌خاری فیلیپینی
بادخورک دم‌خاری فیلیپینی (نام علمی: Mearnsia picina)، که همچنین به عنوان دم‌سوزنی فیلیپینی یا دم‌خاری فیلیپینی نیز شناخته می‌شود، گونه‌ای بادخورک از خانواده بادخورکان است که بومی فیلیپین است و در جزایر میندانائو و ویسایاس یافت می‌شود. زیستگاه طبیعی آن جنگل‌های دشت نمناک استوایی است و به دلیل از بین رفتن زیستگاه نادر می‌شود.

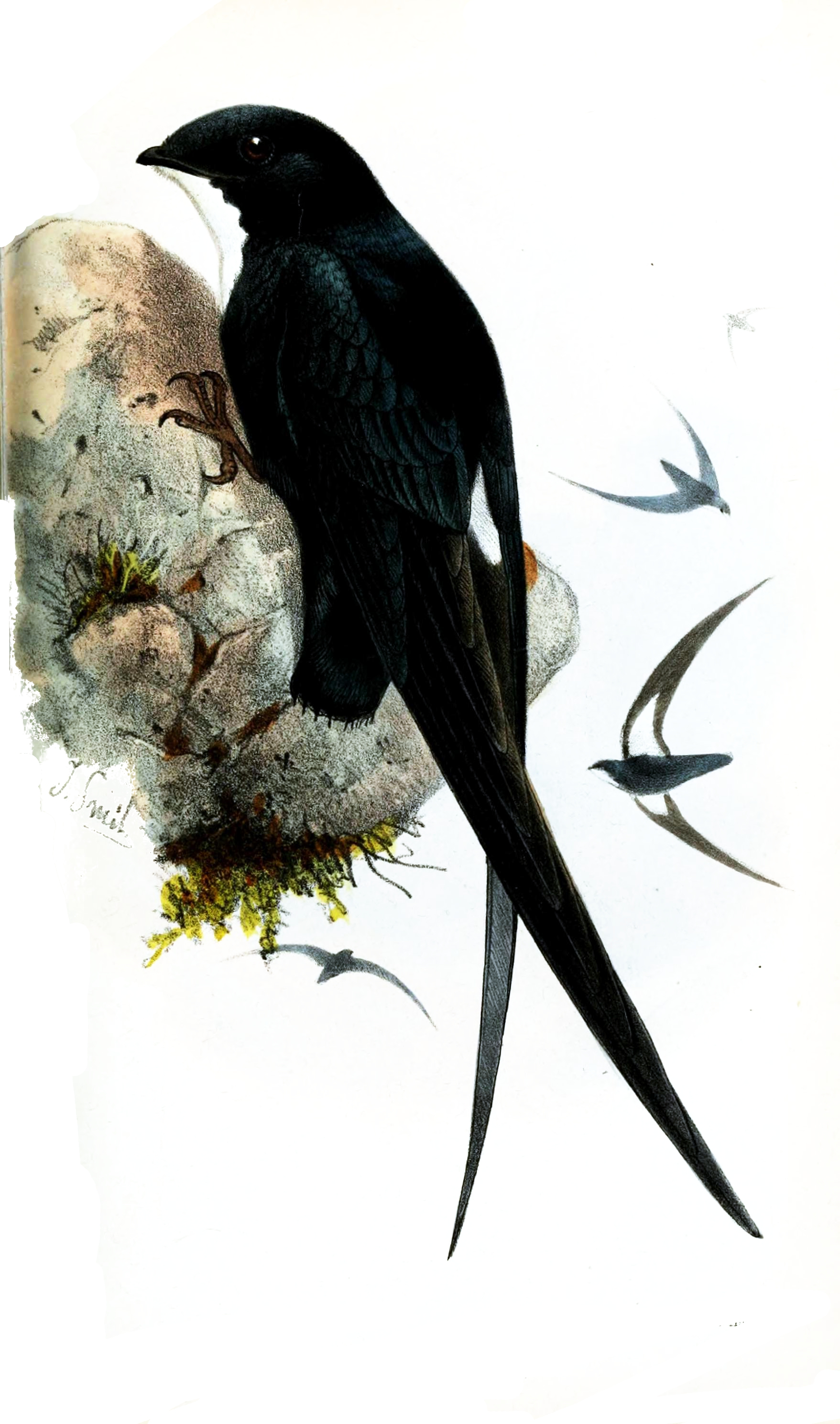